# Bitka pri Fort Cumberlandu
Bitka za Fort Cumberland (znana tudi kot Eddyjev upor) je bil poskus majhnega števila milice pod poveljstvom Jonathana Eddyja, da bi konec leta 1776 prinesla ameriško revolucijo v Novo Škotsko. Z minimalno logistično podporo iz Massachusettsa in štiristo do petsto prostovoljci milice in staroselcev je Eddy novembra 1776 poskušal oblegati in zavzeti Fort Cumberland v osrednji Novi Škotski (blizu današnje meje med Novo Škotsko in New Brunswickom).
Branilci utrdbe, Kraljevi fencible ameriški polk (RFA) pod vodstvom Josepha Gorehama, veterana francoske in indijanske vojne, so uspešno odbili več poskusov Eddyjeve milice, da bi zavzela utrdbo in obleganje je bilo končno prekinjeno, ko so RFA in marinci 29. novembra pregnali oblegovalce. V maščevanje za vlogo domačinov, ki so podpirali obleganje, so bile uničene številne hiše in kmetije, simpatizerji patriotov pa so bili pregnani z območja. Homes and farms of rebel supporters were burned in reprisal Uspešna obramba Fort Cumberlanda je ohranila ozemeljsko celovitost britanskih pomorskih posesti in Nova Škotska je ostala zvesta skozi celotno vojno. 

## Notes
1. ↑  Also spelled Gorham in some histories
2. ↑  »Canadian Bio«. Arhivirano iz spletišča dne 20. julija 2017. Pridobljeno 10. oktobra 2020.
3. ↑  Clarke, pp. 215–221 provides an order of battle listing 220 identifiable individuals. Clarke notes that of these, 88 Cumberland residents participated, and many more were known to participate.
4. ↑  Annual Report 1894, p. 362
5. ↑  Annual Report 1894, p. 359
6. ↑  Porter, p. 18
7. ↑  Clarke, pp. 40–56
8. ↑  Clarke, p. 73
9. ↑  »Loyalist Institute: Royal Fencible Americans, Proposal to Raise a Battalion, 1775«. Arhivirano iz spletišča dne 26. marca 2012. Pridobljeno 23. marca 2012.
10. ↑  Annual Report 1894, p. 332
11. ↑  Clarke, pp. 201–206
12. ↑  Kidder, p. 70
13. ↑  Clarke, pp. 206–208